# گروه C جام جهانی فوتبال ۲۰۲۲

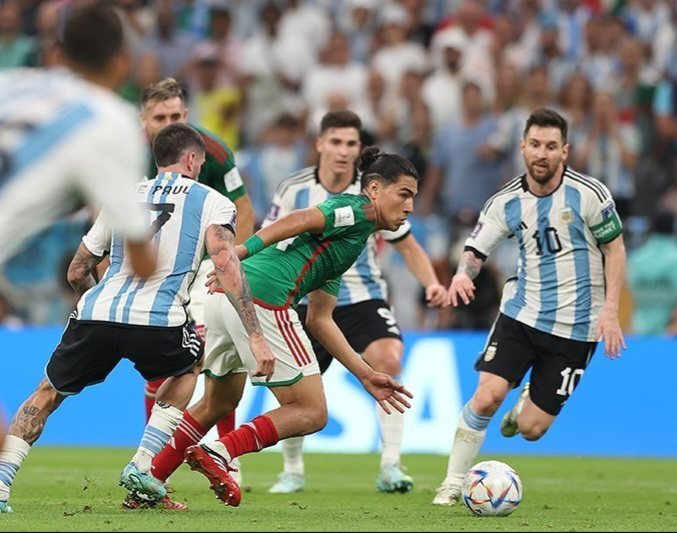
مصاف آرژانتین و مکزیک در گروه C جام جهانی ۲۰۲۲

گروه C جام جهانی فوتبال ۲۰۲۲ که مسابقات آن از ۲۲ تا ۳۰ نوامبر ۲۰۲۲ (۰۱ تا ۹ آذر ۱۴۰۱) برگزار شد، از تیم‌های آرژانتین، عربستان سعودی، مکزیک و لهستان تشکیل شده‌است. دو تیم برتر این گروه به مرحله یک‌هشتم نهایی راه پیدا می‌کنند.
تیم آرژانتین با کسب ۶ امتیاز به عنوان تیم اول و تیم لهستان با کسب ۴ امتیاز به عنوان تیم دوم به مرحله یک‌هشتم نهایی صعود کردند.

## تیم‌ها
| جایگاه قرعه | تیم           | گلدان | کنفدراسیون | نحوه‌ی راه‌یابی                 | تاریخ راه‌یابی  | تعداد حضور | آخرین حضور | بهترین عملکرد گذشته        | رده‌بندی فیفا | رده‌بندی فیفا |
| جایگاه قرعه | تیم           | گلدان | کنفدراسیون | نحوه‌ی راه‌یابی                 | تاریخ راه‌یابی  | تعداد حضور | آخرین حضور | بهترین عملکرد گذشته        | مارس ۲۰۲۲    | اکتبر ۲۰۲۲   |
| ----------- | ------------- | ----- | ---------- | ----------------------------- | -------------- | ---------- | ---------- | -------------------------- | ------------ | ------------ |
| C1          | آرژانتین      | ۱     | کونمبول    | تیم دوم کونمبول               | ۱۶ نوامبر ۲۰۲۱ | ۱۸ بار     | ۲۰۱۸       | قهرمان (۱۹۷۸، ۱۹۸۶)        | ۴            |              |
| C2          | عربستان سعودی | ۴     | آسیا       | تیم اول مرحلهٔ سوم آسیا گروه B | ۲۴ مارس ۲۰۲۲   | ۶ بار      | ۲۰۱۸       | یک‌هشتم نهایی (۱۹۹۴)        | ۴۹           |              |
| C3          | مکزیک         | ۲     | کونکاکاف   | تیم دوم کونکاکاف              | ۳۰ مارس ۲۰۲۲   | ۱۷ بار     | ۲۰۱۸       | یک‌چهارم نهایی (۱۹۷۰، ۱۹۸۶) | ۹            |              |
| C4          | لهستان        | ۳     | یوفا       | برندهٔ مسیر B مرحلهٔ دوم یوفا   | ۲۹ مارس ۲۰۲۲   | ۹ بار      | ۲۰۱۸       | مقام سوم (۱۹۷۴، ۱۹۸۲)      | ۲۶           |              |

یادداشت‌ها
1. ↑  از رده‌بندی مارس ۲۰۲۲ برای قرعه‌کشی نهایی استفاده شد.

## جدول
| رتبه | تیم           | ب | پ | م | ش | گ‌ز | گ‌خ | ت‌گ | امتیاز | راه‌یابی            |
| ---- | ------------- | - | - | - | - | -- | -- | -- | ------ | ------------------ |
| ۱    | آرژانتین      | ٣ | ٢ | ۰ | ١ | ۵  | ٢  | ٣+ | ۶      | صعود به مرحله حذفی |
| ۲    | لهستان        | ٣ | ١ | ١ | ١ | ٢  | ٢  | ٠  | ۴      | صعود به مرحله حذفی |
| ۳    | مکزیک         | ٣ | ١ | ١ | ١ | ٢  | ٣  | ١- | ۴      |                    |
| ۴    | عربستان سعودی | ٣ | ١ | ۰ | ٢ | ٣  | ۵  | ٢- | ٣      |                    |

نخستین مسابقه در تاریخ ۲۲ نوامبر ۲۰۲۲ (۱ آذر ۱۴۰۱) برگزار شد. منبع: فیفا

قوانین رتبه‌بندی: رتبه‌بندی مرحله گروهی

در مرحله یک‌هشتم نهایی:
- تیم اول گروه C مقابل تیم دوم گروه D قرار می‌گیرد.
- تیم دوم گروه C مقابل تیم اول گروه D قرار می‌گیرد.

## مسابقات
تمامی زمان‌ها به وقت محلی هستند (یوتی‌سی ۳+).

### آرژانتین مقابل عربستان سعودی
دو تیم چهار بار به مصاف یکدیگر رفته‌اند که آخرین بار در یک دیدار دوستانه در سال ۲۰۱۲ با نتیجه ۰–۰ به تساوی رسیدند.
| آرژانتین | مسابقه ۸ | عربستان سعودی |
| -------- | -------- | ------------- |
|          | گزارش    |               |

### مکزیک مقابل لهستان
دو تیم هشت بار به مصاف یکدیگر رفته‌اند که یک‌بار آن در جام جهانی بود که لهستان در جام جهانی ۱۹۷۸ با نتیجه ۳–۱ به پیروزی رسید.
| مکزیک | مسابقه ۷ | لهستان |
| ----- | -------- | ------ |
|       | گزارش    |        |

### لهستان مقابل عربستان سعودی
دو تیم چهار بار به مصاف یکدیگر رفته‌اند که آخرین بار در یک دیدار دوستانه در سال ۲۰۰۶ لهستان با نتیجه ۲–۱ به پیروزی رسید.
| لهستان | مسابقه ۲۲ | عربستان سعودی |
| ------ | --------- | ------------- |
|        | گزارش     |               |

### آرژانتین مقابل مکزیک
دو تیم سه بار در جام جهانی به مصاف هم رفته‌اند که آرژانتین یک‌بار با نتیجه ۶–۳ در مرحله گروهی جام جهانی ۱۹۳۰، بار دیگر با نتیجه ۲–۱ در مرحله یک‌هشتم نهایی جام جهانی ۲۰۰۶ و یک‌بار هم با نتیجه ۳–۱ در جام جهانی ۲۰۱۰ به پیروزی رسیده‌است.
| آرژانتین | مسابقه ۲۴ | مکزیک |
| -------- | --------- | ----- |
|          | گزارش     |       |

### لهستان مقابل آرژانتین
دو تیم یازده بار از جمله دو بار در جام جهانی به مصاف هم رفته‌اند که لهستان در جام جهانی ۱۹۷۴ با نتیجه ۳–۲ و آرژانتین نیز در جام جهانی ۱۹۷۸ به پیروزی رسیده‌است.
| لهستان | مسابقه ۳۹ | آرژانتین |
| ------ | --------- | -------- |
|        | گزارش     |          |

### عربستان سعودی مقابل مکزیک
دو تیم پنج بار به مصاف هم رفته‌اند که آخرین بار در جام کنفدراسیون‌ها ۱۹۹۹، مکزیک توانست با نتیجه ۵–۱ به پیروزی برسد.
| عربستان سعودی | مسابقه ۴۰ | مکزیک |
| ------------- | --------- | ----- |
|               | گزارش     |       |

## موارد انضباطی
در صورت تساوی قوانین رتبه‌بندی تیم‌ها در مرحلهٔ گروهی چه در مجموع و چه در رو در رو، از امتیاز موارد انضباطی یا به اصطلاح بازی جوانمردانه به عنوان یک قانون رتبه‌بندی استفاده می‌شود. این موارد بر اساس کارت‌های زرد و قرمز دریافتی در تمامی مسابقات گروهی است که به شرح زیر محاسبه می‌شود:
- کارت زرد اول: منفی ۱ امتیاز
- کارت قرمز غیرمستقیم (کارت زرد دوم): منفی ۳ امتیاز
- کارت قرمز مستقیم: منفی ۴ امتیاز
- کارت زرد و کارت قرمز مستقیم: منفی ۵ امتیاز

فقط یکی از امتیازهای منفی فوق را می‌توان برای یک بازیکن در یک مسابقه اعمال کرد.
| تیم           | مسابقه ۱ | مسابقه ۱                      | مسابقه ۱ | مسابقه ۱               | مسابقه ۲ | مسابقه ۲                      | مسابقه ۲ | مسابقه ۲               | مسابقه ۳ | مسابقه ۳                      | مسابقه ۳ | مسابقه ۳               | امتیاز |
| تیم           |          | Yellow card · Yellow-red card | Red card | Yellow card · Red card |          | Yellow card · Yellow-red card | Red card | Yellow card · Red card |          | Yellow card · Yellow-red card | Red card | Yellow card · Red card | امتیاز |
| ------------- | -------- | ----------------------------- | -------- | ---------------------- | -------- | ----------------------------- | -------- | ---------------------- | -------- | ----------------------------- | -------- | ---------------------- | ------ |
| آرژانتین      |          |                               |          |                        |          |                               |          |                        |          |                               |          |                        |        |
| عربستان سعودی |          |                               |          |                        |          |                               |          |                        |          |                               |          |                        |        |
| مکزیک         |          |                               |          |                        |          |                               |          |                        |          |                               |          |                        |        |
| لهستان        |          |                               |          |                        |          |                               |          |                        |          |                               |          |                        |        |